# Martinska Ves (Vrbovec)
Martinska Ves naselje je jugozapadno od Vrbovca. 
Martinska Ves kao naselje prvi puta se spominje 1880. godine kad je nastalo na mjestu nekadašnjih šuma gospoštije Vrbovec. 
Naselje je nastalo zbog potrebe za radnicima na marofu vrbovečkog vlastelinstva Đurđištu. 
Sam marof Đurđište (ili danas zvano: Đurište) nastaje 1857. godine na brežuljku udaljenom 2 km od centra Vrbovca prema zapadu. Legenda kaže da je marof Đurđište dobio ime prema Đurđicama što su rasle na brijegu, a ne prema kasnijem privatnom poduzetniku Đuri Predoviću, koji je 1920-ih osnovao industriju mesa. 
Danas Đurđište pripada Martinskoj Vesi i na tom mjestu je industrijska zona (mesna industrija PIK Vrbovec, bivša "ciglana Gradip" - danas tvrtka Pos Plast, bivši "trgovački centar Pevec" - danas tvrtka Bravel), dok samo mjesto Martinska Ves pripada teritoriju Grada Vrbovca. 

## Stanovništvo
| broj stanovnika |       |       |       | 42    | 52    | 75    | 65    | 56    | 226   | 281   | 344   | 343   | 469   | 472   | 545   | 506   | 451   |
|                 | 1857. | 1869. | 1880. | 1890. | 1900. | 1910. | 1921. | 1931. | 1948. | 1953. | 1961. | 1971. | 1981. | 1991. | 2001. | 2011. | 2021. |